# Југодиск
Југодиск је дискографска кућа из Београда.

## Историја
Издавачка кућа Југодиск основана је 1974. године у Београду. Београд Диск је 1981. године променио име у Југодиск. Многи певачи и групе из разних жанрова у музици су издавали своје албуме у Југодиску. 2003. године је купио бизнисмен Ненад Капор и од тада је име компаније Југодиск А. Д.

## Познати извођачи
- Сафет Исовић (као Београд Диск)
- Октобар 1864
- Партибрејкерс
- Алиса
- Радомир Михајловић Точак
- Хари Варешановић
- Весна Змијанац
- Мирослав Илић
- Харис Џиновић
- Јашар Ахмедовски
- Шабан Шаулић
- Ханка Палдум
- Љуба Аличић
- Ипче Ахмедовски
- Ангел Димов
- Рокери с Мораву
- Баја Мали Книнџа (албум Не дам Крајине; 1991)
- Горан Аврамовић
- Родољуб Роки Вуловић (албум "Паша"; 1988)